# 凛句
「凛句」（りんく）は、UVERworldの配布シングル。製作元はgr8!records (SME)。

## 概要
2006年12月15日、TAKUYA∞の起こした公務執行妨害によりバンドの活動が自粛・休止となった。その2ヶ月後、2007年2月10日・11日に行われたUNITおよびOSAKA MUSEでの復活ライブにて、ファンへの謝罪と感謝の意味を込め、来場者へ無料配布されたシングルである。
いずれの検索サイトにも歌詞が記載されておらず（配布当初のみ。2024年現在は一部のサイトで閲覧可能）、またカラオケの配信も行われていない。中古取扱店やオークション・フリマサイトなどでは高値で取り引きされている。
2008年12月5日に開催された、初となる日本武道館単独公演『POCARI SWEAT presents UVERworld Premium Live at NIPPON BUDOKAN』および、同年12月13日の初となる大阪城ホール単独公演『POCARI SWEAT presents UVERworld Premium Live at OSAKA-JO HALL』では、セットリストの一曲目に据えている。「日本武道館でライブをやる時は必ず最初にコレを歌う」とメンバー間ですでに決まっていたため。

## 収録内容
1. 凛句
  - 作詞・作曲：TAKUYA∞、編曲：UVERworld

歌詞カードは付属しないが、公式ホームページにて音源と共に期間限定公開されていた[1]。